# Tarqui (kommun)
Tarqui är en kommun i Colombia.   Den ligger i departementet Huila, i den sydvästra delen av landet, 300 km sydväst om huvudstaden Bogotá. Antalet invånare är 15 914.